# Kombund
Kombund (jidysz ײדישער קאָמוניסטישן אַרבעטער בּונד אין פוילין) – żydowska organizacja komunistyczna założona w 1922, przez bardziej rewolucyjnych działaczy socjalistycznego Bundu. Ugrupowanie powstało w na zjeździe Bundu w Gdańsku w 1921 z inicjatywy Pinkusa Minca jako frakcja wewnątrzpartyjna (Kombund fraktsie). Podział nastąpił na skutek dyskusji podczas pierwszej konferencji polskiego Bundu w 1920, kiedy grupka działaczy opowiedziała się za przystąpieniem do struktur Kominternu, postulat ten jednak został odrzucony przez większość zgromadzonych. Kombund jako partia powstał w styczniu 1922 roku. Nowe ugrupowanie przystąpiło do Międzynarodówki Komunistycznej. Szacuje się, że ok. 25% dotychczasowych członków Bundu w Polsce przeszło do Kombundu.
Największe wpływy ugrupowanie uzyskało w Łodzi. Według niektórych źródeł, około 50% członków Bundu w Łodzi dołączyło do Kombund. Lokalna gazeta Bundu została przejęta przez Kombund.
Natychmiast po rozłamie, Bund i Kombund rozpoczęły walkę o kontrolę nad żydowskimi związkami zawodowymi.
Wkrótce po założeniu na Kombund rozpoczęły się negocjacje z Komunistyczną Partią Polski w sprawie połączenia obu ugrupowań. We wrześniu podjęto ostateczną decyzję o połączeniu z KPP. Tuż przed połączeniem, Kombund doznał porażek w wyborach związkowych w Łodzi i Krakowie.
Wkrótce po fuzji, Komunistyczna Partia Polski ugruntowała swoje Centralne Biuro Żydowskie.